# Левоцкий, Василий Яковлевич
Василий Яковлевич Левоцкий (13 сентября 1894, Щигры Курской губернии — 06.10.1941, Севвостлаг, Магадан) — сотрудник органов НКВД, организатор массовых репрессий на территории Пермской области в годы большого террора.

## Биография
Василий Яковлевич Левоцкий родился в 1884 году в городе Щигры Курской губернии. Окончил трехклассное к городское училище в Курске. Участвовал в Первой мировой войне, с фронта дезертировал. Скрывался под Одессой 11.17—12.17; начальник связи и командир партизанского отряда при Румчероде, Одесса, Тирасполь 12.17—03.18 
С 1919 года в органах ВЧК. Работал временно исполняющим обязанности председателя Волынской ГубЧК, в 1922 году — сотрудник Полтавского ОГПУ, в 1928 году — начальник Херсонского окротдела ОГПУ, в 1930 году — начальник Сумского оперсектора ОГПУ, в 1935 году — начальник УНКВД Молдавской АССР.
С с сентября 1937 по июнь 1938 года начальник Пермского городского отдела НКВД, организатор массовых репрессий на территории Пермской области.
М. И. Аристов, входивший в 1937-1938 гг. в одну из следственных бригад Пермского ГО НКВД, на допросе 15 апреля 1939 г. сообщал: «Пока речь шла о кулаках, белогвардейцах, карателях, я, как уже говорил на предыдущем допросе, не сомневался в правильности проводимых методов ведения следствия, т. е. в тех установках, которые давал нач[альник] отделения Королев и верил, что это действительно диктуется директивами вышестоящих органов, т[ак] к[ак] Королев и нач[альник] горотдела Левоцкий всегда ссылались, что на это есть специальные указания ЦК ВКП(б) и народного комиссара внутренних дел»
Арестован в июне 1938 года, в мае 1939 года осужден Военной коллегией Верховного Суда по ст. 58-7, 58-11 УК РСФСР, приговорен к 20 годам лишения свободы. Умер 6 октября 1941 года в Севвостлаге. Не реабилитирован.